# Singles (中島みゆきのアルバム)
『Singles』（シングルス）は、中島みゆきの3枚組コレクション・アルバム。1987年8月21日にキャニオン・レコードより発売された。
1994年4月21日には続編『Singles Ⅱ』と共に、2004年6月23日にはヤマハミュージックコミュニケーションズより、2024年1月17日にはスティーブン・マーカソンによるBlu-spec CD2仕様のリマスター盤がそれぞれ再発売された。

## 解説
映像作品『中島みゆき CDV GOLD』と同時発売で、1975年9月25日発売のデビュー曲である「アザミ嬢のララバイ」から1986年11月21日発売の「やまねこ」までのシングルを3枚のCDにまとめたアルバムである。収録の順番は特異で、「やまねこ」からA面・B面を新しい順に並べている。
本作の発売に合わせてCMスポットが放送され、内容は同棲を解消する男女のシーンから始まり、女が「（中島みゆきのシングル）レコード全部あげる。私、これ1枚でいいから」と言って本作を手にして部屋を出ていくというもの。
最初に発売されていたものと再発されたものではパッケージが異なり、最初に発売されていたものは最大4枚をコンパイルできるマルチ・ケースに入れられていたが、再発時は通常の10mmケース3枚組を紙のスリーブケースに収めていた。
1994年4月21日にはこのアルバムの再発売と共に、同じ収録形式の続編とも言える『Singles Ⅱ』、2002年4月17日には第3弾『Singles 2000』が発売。さらに2013年11月20日には第4弾である『十二単 〜Singles 4〜』が発売された。
中島の公式サイトに記載されているポニーキャニオンのCD品番は、1994年に再発売された物である。

## 曲目
- 全作詞・作曲：中島みゆき

### Disc 1
1. やまねこ
編曲：船山基紀
20thシングル。アルバム『36.5℃』からのシングルカット曲。
2. シーサイド・コーポラス
編曲者表記なし
20thシングルのカップリング。元々はアルバム『36.5℃』に収録されていた曲で、1番だけしかない曲だったが、2番を付け足してシングルのB面として収録された。曲の最後に、2番を付け足した際の録音で、「こんなもんでどうかな?」という中島の声と、それに対応する制作者の声が入っている。シングルバージョンはアルバム初収録。
3. 見返り美人
編曲：萩田光雄
19thシングル。アルバム『36.5℃』にはアルバムバージョンで収録されているほか、のちにシングル『トーキョー迷子』にも“New Version”として新しいバージョンで収録されている。シングルバージョンはアルバム初収録。
4. どこにいても
編曲：萩田光雄
19thシングルのカップリング。アルバム初収録。
5. あたいの夏休み
編曲：後藤次利
18thシングル。アルバム『36.5℃』にはアルバムバージョンで収録されている。シングルバージョンはアルバム初収録。スティーヴィー・ワンダーがシンセサイザーで参加している。
6. 噂
編曲：後藤次利
18thシングルのカップリング。アルバム初収録。
7. つめたい別れ
編曲：倉田信雄
17thシングル。アルバム初収録。“中島みゆき with スティービー・ワンダー”名義で、中島みゆき唯一の12インチシングルからリリースされたこの曲は、スティービーのハーモニカソロを全面的にフィーチャーした楽曲。
8. ショウ・タイム
編曲：後藤次利
17thシングルのカップリング。アルバム『miss M.』からのシングルカット曲。
9. 孤独の肖像
編曲：後藤次利
16thシングル。アルバム『miss M.』にはアルバムバージョンで収録されている。また、ベストアルバム『中島みゆき THE BEST』にはシングルバージョンで収録されている。カナダで発売されたベスト・アルバム『COLD FAREWELL』にも、このシングル・バージョンがセレクトされている。さらに、アルバム『時代-Time goes around-』には、本曲の原曲に当たる「孤独の肖像1st.」が収録されている。
10. 100人目の恋人
編曲：後藤次利
16thシングルのカップリング。アルバム初収録。
11. ひとり
編曲：船山基紀
15thシングル。アルバム『はじめまして』にはアルバムバージョンで収録されている。シングルバージョンはベストアルバム『中島みゆき THE BEST』にも収録されている。
12. 海と宝石
編曲：船山基紀
15hシングルのカップリング。1984年に松坂慶子へ提供された楽曲。セルフカバーアルバム『御色なおし』ではアルバムバージョンで収録されている。シングルバージョンはアルバム初収録。

### Disc 2
1. あの娘
編曲：井上堯之
14thシングル。ベストアルバム『中島みゆき THE BEST』にも収録されている。
2. 波の上
編曲：井上堯之
14thシングルのカップリング。CDアルバム初収録。その前にカセット版『中島みゆきベスト20』にも収録。
3. 横恋慕
編曲：船山基紀
13thシングル。ベストアルバム『中島みゆき THE BEST』にも収録されている。
4. 忘れな草をもう一度
編曲：船山基紀
13thシングル。アルバム初収録。
5. 誘惑
編曲：船山基紀
12thシングル。ベストアルバム『中島みゆき THE BEST』にも収録されている。
6. やさしい女
編曲：井上鑑
12thシングルのカップリング。アルバム初収録。
7. 悪女
編曲：船山基紀
11thシングル。アルバム『寒水魚』にはアルバムバージョンで収録されている。シングルバージョンはベストアルバム『中島みゆき THE BEST』にも収録されている。
8. 笑わせるじゃないか
編曲：船山基紀
11thシングルのカップリング。1977年山内恵美子へ提供された楽曲。アルバム初収録。
9. あした天気になれ
編曲：星勝
10thシングル。アルバム『臨月』からのシングルカット曲。ベストアルバム『中島みゆき THE BEST』にも収録されている。
10. 杏村から
編曲：安田裕美
10thシングルのカップリング。1977年研ナオコへ提供された楽曲。アルバム初収録。
11. ひとり上手
編曲：萩田光雄
9thシングル。アルバム『臨月』にはアルバムバージョンで収録されている。シングルバージョンはベストアルバム『中島みゆき THE BEST』に収録されている。
12. 悲しみに
編曲：石川鷹彦
9thシングルのカップリング。アルバム初収録。
13. かなしみ笑い
編曲：吉野金次・青木望
8thシングル。ベストアルバム『中島みゆき THE BEST』にも収録されている。
14. 霧に走る
編曲：後藤次利
8thシングルのカップリング。アルバム初収録。

### Disc 3
1. りばいばる
編曲：戸塚修
7thシングル。ベストアルバム『中島みゆき THE BEST』にも収録されている。
2. ピエロ
編曲：戸塚修
7thシングルのカップリング。1979年根津甚八へ提供された楽曲。アルバム初収録。
3. おもいで河
編曲：若草恵
6thシングル。ベストアルバム『中島みゆき THE BEST』にも収録されている。
4. ほうせんか
編曲：若草恵
6thシングルのカップリング。アルバム初収録。
5. わかれうた
編曲：福井峻・吉野金次
5thシングル。中島みゆきが初めてオリコンチャートで1位を獲得した曲。アルバム『愛していると云ってくれ』に収録されている。ベストアルバム『中島みゆき THE BEST』にも収録されている。
6. ホームにて
編曲：福井峻
5thシングルのカップリング。アルバム『あ・り・が・と・う』からのシングルカット曲。
7. 夜風の中から
編曲：萩田光雄
4thシングル。アルバム『みんな去ってしまった』にはアルバムバージョンで収録されている。シングル版のジャケットは2種類存在する。シングルバージョンはベストアルバム『中島みゆき THE BEST』にも収録されている。
8. 忘れられるものならば
編曲：西崎進
4thシングルのカップリング。アルバム『みんな去ってしまった』にも収録されている。
9. こんばんわ
編曲：西崎進
3rdシングル。サンプル盤のEPは「こんばんは」と表記していた。ベストアルバム『中島みゆき THE BEST』に収録されている。
10. 強い風はいつも
編曲：西崎進
3rdシングルのカップリング。アルバム初収録。
11. 時代
編曲：船山基紀
2ndシングル。アルバム『私の声が聞こえますか』にはアルバムバージョンで収録されている。この曲も、シングル版のジャケットは2種類存在する。シングルバージョンはベストアルバム『中島みゆき THE BEST』にも収録されている。
12. 傷ついた翼
編曲：船山基紀
2ndシングルのカップリング。アルバム初収録。
13. アザミ嬢のララバイ
編曲：船山基紀
1stシングル。アルバム『私の声が聞こえますか』にはアルバムバージョンで収録されている。シングルバージョンはベストアルバム『中島みゆき THE BEST』にも収録されている。
14. さよなら さよなら
編曲：船山基紀
1stシングルのカップリング。アルバム初収録。